# Ricercar
A ricercar (magyar kiejtése: „ricserkár”), néha ricercare vagy ricercata eredetileg reneszánsz és barokk ellenpontozó zenei műfaj, egy vagy több téma imitációs feldolgozásával létrejövő hangszeres mű, amely önállóan és nagyobb kompozíció részeként is megjelenhet. A kifejezés az olasz ricercare vagy recercare (újra megkeresni, újrapróbálni) igéből származik. A legismertebb ricercarok Johann Sebastian Bach Musikalisches Opfer (BWV 1079) című művében találhatók.

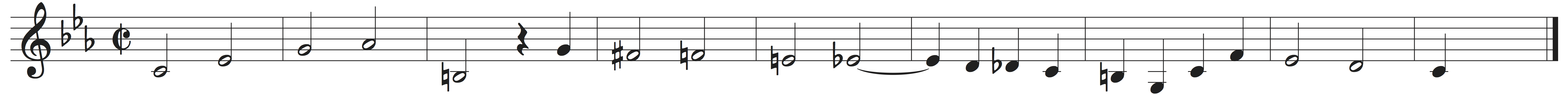
A hatszólamú ricercar témája a Musikalisches Opferből

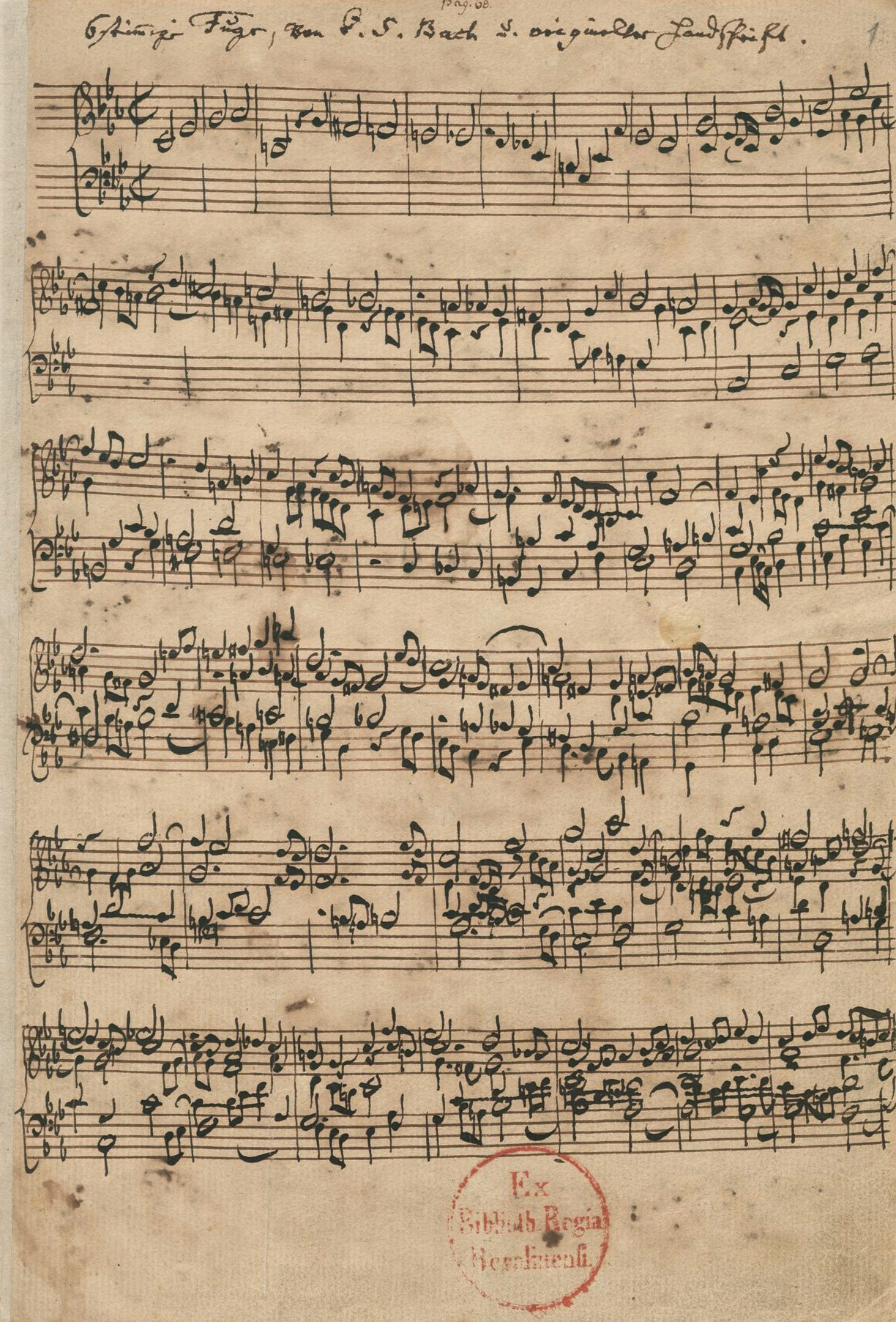
A Musikalisches Opfer hatszólamú ricercarjának kottája

A 16. században honosodott meg, az egyik első önálló hangszeres műfajként. Az első ismert ricercar Francesco Spinacino lantművész nevéhez köthető. Az első lantra írott művek esetében, a lant preambulumszerű kipróbálását, behangolást, a következő darab hangnemének „megkeresését” jelentette. 1523-ban Marco Antonio Cavazzoni (1485–1569 után) orgonaművet komponált ebben a formában. Kezdeti formái inkább homofón szerkesztésűek voltak, egyszerű alkalmi futamokkal. Marco Dall'Aquila (1480 körül – 1538 után) terjesztette el a polifón szerkesztésű, ellenpontozó, egymás utáni imitációkra épülő változatát.
A ricercar műfajának legnagyobb mesterei Girolamo Frescobaldi, Giovanni Gabrieli, Andrea Gabrieli, Claudio Merulo és Adrian Willaert voltak. Hosszú időre utoljára Bachnál jelenik meg, például a Zenei áldozat egy háromszólamú ricercarral indul, majd később tartalmaz egy hatszólamú ricercart is, melynek címében megjelenik akrosztichonként megjelenik maga a kifejezés (Regis Iussu Cantio Et Reliqua Canonica Arte Resoluta - A király témája és egyéb kánonikus feldolgozások).
A 20. század zenéjében kerül ismét elő. Például Gian Francesco Malipiero Ricercar, illetve Bohuslav Martinů Három ricercar kamarazenekarra című művében vagy Igor Stravinsky Cantatájának 2. és 4. részében.
A terminológia nagyon flexibilis volt, az, hogy a zeneszerző a művét a toccata, a canzone, a fantázia vagy a ricercar keretei közé sorolta be nem volt szigorú rendszertanhoz kötve, a tetszésére volt bízva. Szerkezete idővel a mottetához közelített, de a szólambelépések egymásutánisága és szakaszos imitációs technikája a fúga egyik előfutárává tette.
Jan Pieterszoon Sweelinck Giovanni Gabrieli ricercarjainak és az angol virginalisták hatására kifejlesztette a mai fúgák első változatait, melyekben dalvariációk, zsoltárfeldolgozások, fantáziák elemei jelentek meg. Ezeket a virtuóz műveket gyakran orgonára komponálta és improvizációkkal kombinálva mutatta be. Tanítványai később elterjesztették ezt a stílust német földön, először a Hanza városok (pl. Hamburg és Lübeck térségében, ez később hatással lesz Dietrich Buxtehudéra, majd általa Johann Sebastian Bachra is, aki széles körben ismertté teszi a fúga ezen stílusát.